# Karlheinz Stockhausen
Karlheinz Stockhausen (ur. 22 sierpnia 1928 w Kerpen, zm. 5 grudnia 2007 w Kürten) – niemiecki kompozytor i pedagog, jedna z najbardziej prominentnych postaci muzyki współczesnej.
W swych kompozycjach Stockhausen starał się dotrzeć do fundamentalnych kwestii akustyki i psychologii odbioru dźwięku i dzieła muzycznego. W swojej twórczości nie dążył do wypracowania własnego, rozpoznawalnego stylu, lecz w każdym utworze starał się wkraczać w nieznany obszar, tworzyć muzykę według nowych reguł. Z jego nazwiskiem wiąże się wiele kluczowych dla sztuki muzycznej XX w. pojęć i idei, takich jak serializm, punktualizm, nowa muzyka elektroniczna (wraz z live electronic music), muzyka przestrzenna, statystyczna, rytualna, intuitywna, kompozycja grupowa, momentowa, „formula composition” i „multi-formula composition”, muzyka świata (integracja „obiektów znalezionych”, m.in. hymnów narodowych i muzyki etnicznej najrozmaitszych krajów), „telemusic” (synteza muzyki różnych kontynentów), wreszcie wertykalna „muzyka oktofoniczna”.

## Życiorys
Karlheinz Stockhausen urodzony w Westfalii, będąc muzykalnym dzieckiem, rozpoczął naukę gry na fortepianie w wieku sześciu lat. W 1944, nie dokończywszy formalnej edukacji został powołany do wojska i służył w Wehrmachcie. Po zakończeniu wojny ukończył szkołę średnią. Następnie rozpoczął studia w Hochschule für Musik w Kolonii, jednocześnie zarobkując jako muzyk jazzowy. W 1952 przeniósł się do Paryża, gdzie kontynuował studia na konserwatorium pod kierownictwem Oliviera Messiaena, jednocześnie pracując w studio radiowym, analizując właściwości dźwięków i eksperymentując z instrumentami elektronicznymi. W tym czasie rozpoczął współpracę z twórcą muzyki konkretnej Pierre’em Schaefferem. W 1953 powrócił do Niemiec, gdzie rozpoczął studia w kierunku fonetyki i teorii informacji u Wernera Meyera-Epplera na uniwersytecie w Bonn. Tak zdobyta wiedza pomogła mu w opracowaniu swych teorii psychologii odbioru wrażeń akustycznych.
Swoje pierwsze utwory w latach 50. pisał, korzystając z techniki serialnej i punktualizmu (Kontra-Punkte, Kreuzspiel, Klavierstücke). Był również związany z ruchem muzyki konkretnej i elektronicznej. W 1956 skomponował Gesang der Jünglinge (Śpiew młodzianków) – jedno z pierwszych arcydzieł muzyki elektronicznej. Stockhausen eksperymentował także z muzyką konkretną oraz łączył dźwięki elektroniczne z tradycyjnymi instrumentami akustycznymi. Artysta był też zainteresowany kwestiami budowy przestrzeni muzycznej. Utwór Gruppen (1955–1957), skomponowany na trzy rozmieszczone wokół widowni orkiestry, dyrygowane niezależnie przez trzech dyrygentów, grające oddzielnie lub wspólnie w różnych konfiguracjach, stanowił przykład realizacji tychże koncepcji.
Stockhausen ulegał także wpływom kultur pozaeuropejskich, głównie azjatyckich. Wyrazem multikulturowych zainteresowań był m.in. masywny, dwugodzinny utwór, Hymnen, collage z dziesiątków hymnów państwowych przeplatanych muzyką elektroniczną i konkretną. Zainteresowanie aleatoryzmem zaowocowało utworem Klavierstücke XI, zapisanym na jedenastu stronach układanych w dowolnym porządku; wykonanie tego utworu polegało na przypadkowym wybraniu jednego z fragmentów, zagraniu go, a następnie uwzględnieniu zaznaczonych na jego końcu dynamiki i artykulacji przy graniu następnego przypadkowo wybranego fragmentu; utwór kończył się po trzykrotnym zagraniu tego samego fragmentu, choćby nawet pewne fragmenty nie były zagrane ani razu.
Z czasem Stockhausen wprowadza do swych przedstawień elementy tańca, dramatu oraz aktów multimedialnych. Do najbardziej ekstrawaganckich pomysłów muzycznych można zaliczyć utwór Helikopter String Quartet na kwartet smyczkowy i cztery śmigłowce, w którym każdy instrumentalista kwartetu gra na pokładzie latającego śmigłowca, a dźwięk przekazywany jest do słuchaczy znajdujących się na murawie za pomocą wzmacniaczy i głośników. Stockhausen jest także jednym z tych artystów, za których sprawą dokonała się nobilitacja muzyki mechanicznej (część muzyki na jego koncertach na żywo odtwarzana była z taśmy w formie tzw. playbacku).
W latach 1977– 2003 Stockhausen zajmował się komponowaniem monumentalnego cyklu operowego Licht (Światło), w którym każda z siedmiu oper odpowiada jednemu z dni tygodnia. Mimo że sam kompozytor odżegnywał się od takich porównań, krytycy muzyczni uważają, że istnieje powiązanie pomiędzy tym utworem a cyklem Pierścień Nibelunga Richarda Wagnera, wyrażające się chociażby w użyciu motywów przewodnich (w Świetle – Michała, Ewy i Lucyfera).
W pierwszych latach XXI wieku znany ze swych ekscentrycznych uwag kompozytor zbulwersował opinię publiczną wypowiedzią określającą zamach na WTC z 11 września 2001 jako „największe dzieło sztuki w skali kosmicznej”. Mimo że Stockhausen próbował potem prostować swą wypowiedź, spotkał się z ostracyzmem środowiska – na festiwalu w Hamburgu organizatorzy wycofali z programu jego dzieło.